# NGC 2568
NGC 2568 ist ein offener Sternhaufen im Sternbild Achterdeck des Schiffs und hat eine Winkelausdehnung von 3,0' und eine scheinbare Helligkeit von 10,7 mag. Er wurde im Jahr 1881 von Edward Emerson Barnard entdeckt.